# Chūkaku-ha
Pour les articles homonymes, voir Ligue communiste révolutionnaire (homonymie).

Ne doit pas être confondu avec Ligue communiste révolutionnaire du Japon (faction marxiste révolutionnaire).
Chūkaku-ha (中核派, Faction Noyau), ou plus exactement Ligue communiste révolutionnaire japonaise - Comité national (革命的共産主義者同盟全国委員会, Kakumeiteki kyōsanshugisha dōmei, zenkoku iinkai) est un parti politique d'extrême-gauche japonais.

## Histoire
Chūkaku-ha est fondé en 1959 à la suite de la fragmentation de la Ligue communiste révolutionnaire, issue du Parti communiste japonais. L'organisation se réclamait d'un trotskysme propre au Japon, l'anti-impérialisme/antistalinisme.
En 1963, l'organisation se sépare en deux groupes, Chūkaku-ha et Kakumaru-ha. Les deux groupes sont entrés en uchigeba, une lutte interne très violente qui a causé la mort de centaines de personnes, dont Nobuyoshi Honda, le fondateur et théoricien de Chūkaku-ha.
Le groupe était l'un des vingt-trois formations composant la « Nouvelle Gauche » japonaise. C'était le plus grand de ces groupes de gauche, ainsi que le groupe armé le plus grand du Japon.
Dans les années 1980, le Chūkaku-ha est considéré comme le plus important mouvement d'extrême-gauche. Il compte alors environ 200 membres et 3 000 sympathisants.
Le groupe est composé de deux branches, une petite aile politique, et une aile militaire connue comme l'Armée révolutionnaire du Kansai. Les objectifs du groupe sont d'abattre le système impérial japonais, ainsi que l'impérialisme occidental, et milite pour le départ des forces militaires américaines du sol japonais.
Le Chūkaku-ha est allié à la Ligue communiste révolutionnaire japonaise, et son chef est Tōru Takagi. Le groupe tire ses revenus des cotisations de ses membres, la vente de journaux, et des campagnes de levée de fonds.

## Attentats
Le Chūkaku-ha s'est attaqué au système impérial, au gouvernement japonais, aux infrastructures militaires américaines, à l'ONU et au G7. Le Chūkaku-ha a souvent participé à des actions de masses dans la rue. Les attaques de l'Armée Révolutionnaire du Kansai ont causé généralement plus de dommages à des bâtiments officiels que fait de victimes, les homicides concernant plutôt des groupuscules rivaux. Ses opérations ont souvent eu lieu lors d'événements précis. Lors de la guerre du golfe, de l'extension de l'aéroport international de Narita, de l'envoi de troupes japonaises au Cambodge dans le cadre des missions de maintien de la paix de l'ONU.
En 1985 et 1986, le groupe a saboté des lignes de chemins de fer pour faire dérailler des trains en réponse à la privatisation des sociétés japonaises de chemin de fer. Il a aussi attaqué des bases navales américaines avec des roquettes incendiaires. Le 4 mai 1986 Chūkaku-ha a attaqué le Sommet Économique de Tōkyō en tirant des roquettes artisanales en direction des chefs d'État. Il n'y a pas eu de victimes.
La dernière attaque remonte à 2001 où un engin explosif a détruit la voiture d'un fonctionnaire de la préfecture de Chiba. Le fonctionnaire travaillait sur l'extension de l'aéroport de Narita.
Le 18 janvier 2016 la police perquisitionne un petit appartement à Kita, à Tokyo, à la recherche de Masaaki Osaka, âgé de 66 ans et militant de Chūkaku-ha. Il est recherché pour la mort d’un policier lors d’une émeute à Shibuya en 1971, émeute dénonçant les termes de la fin de l’occupation d’Okinawa par les États-Unis et son utilisation (bases militaires) dans la guerre du Vietnam. Un policier était mort de ses brûlures après avoir été touché par un cocktail Molotov. Six militants furent arrêtés dont Fumiaki Hoshino,. Selon les médias japonais, Masaaki Osaka est interpellé à Hiroshima en mai 2017, puis conduit à Tokyo le 7 juin, date à laquelle la police confirme son arrestation. Il aurait bénéficié pendant sa cavale du soutien de nombreux complices. 
Le 30 mai 2019, Fumiaki Hoshino meurt des suites d'un cancer dans sa cellule de la prison de Tokushima, où il était emprisonné depuis 44 ans.

## Théories
La théorie principale de la Chukaku est l'anti-impérialisme-stalinisme, appelant à la fois au renversement de l'impérialisme, incluant le capitalisme japonais, et à combattre le stalinisme (le Parti communiste japonais, ainsi que les pays soi-disant « socialistes »). Dans le cadre de son uchigeba contre la Kakumaru-ha, l'organisation a également théorisé au milieu des années 1970 la « coalition KK », imaginant que la police (Keisatsu) et son organisation rivale (Kakumaru-ha) étaient alliées pour attaquer la Chukaku, ce qui allait de pair avec la « double confrontation », consistant à affronter autant la police que le « parti contre-révolutionnaire », et que la « destruction de la Kakumaru-ha » était essentielle pour ouvrir la voie à une conquête du pouvoir.